# 于震寰 (歌手)
于震寰（1977年9月30日—），被称为“中华第一毛孩”。根据吉尼斯世界纪录，他是世界上全身毛发覆盖面积最多的人，达到96%以上，密度为每平方厘米41根，平均毛长为4.2厘米。

## 生平
出生于中国辽宁省岫岩县的一个小山村，父母都是普通农民。于震寰在出生后一个月被发现除手掌、指关节等处外，浑身长有乌黑而坚硬的毛，后经中国科学院的一个科研小组登门诊断后确定为先天性遗传多毛症，属于返祖现象，是基因突变引起的，身体其他状况与正常人无异，智力发育也完全正常。两岁时，一个记者为其取名为于震寰，取“震惊寰宇”的意思。随后于震寰引起了众多媒体的关注，在70年代的中国几乎家喻户晓，享受国家发给的每月30元钱生活补贴，直到8岁。
1985年，香港一家电影公司专门为其量身订做了一部电影《小毛孩夺宝奇缘》，于震寰出演主人公。随后于震寰并没有在演艺事业上继续发展。由于自卑和失落心理，他放弃了学业，足不出户，整日把自己关在家里，躲避众人的目光。后来，由于国家补贴取消，为取得经济来源，于震寰11岁开始跟随地方文艺团体在各地演出，17岁时开始拜师学习音乐。

1992年于震寰全家前往沈阳，15岁的于震寰重新登上舞台。由于在演出时经常遭到观众的冷眼和嘲讽，于震寰经历了一段时间的低潮。后来他逐渐走出了心理阴影，成了一名职业歌手，在一些城市的歌厅和夜总会巡回演出。22岁时他经历了第一段恋情，后因女方父母反对而以失败告终。2004年他推出了个人首支单曲《还是爱你》。